# Сахрай
Сахрай (также Сохрай, Уздычишъ) — река в России, протекает по территории Майкопского района Республики Адыгеи.
Образуется слиянием рек Большой и Малый Сахрай. Устье реки находится в 8,5 км по левому берегу реки Дах. Длина реки — 31 км, площадь водосборного бассейна — 259 км². Протекает мимо населённого пункта Усть-Сахрай.
- В 4 км от устья, по левому берегу реки впадает река Меркулайка.
- В 10 км от устья, по левому берегу реки впадает река Гош

По мнению Кокова и Твёрдого, название реки может быть связано с адыг. шъыхьэ — «олень».

## Данные водного реестра
По данным государственного водного реестра России относится к Кубанскому бассейновому округу, водохозяйственный участок реки — Белая. Речной бассейн реки — Кубань.
Код объекта в государственном водном реестре — 06020001112108100004502.